# Maestro Biduino
El Maestro Biduino fue un escultor italiano del románico de Pisa, activo en el período que va desde 1173 a 1194.

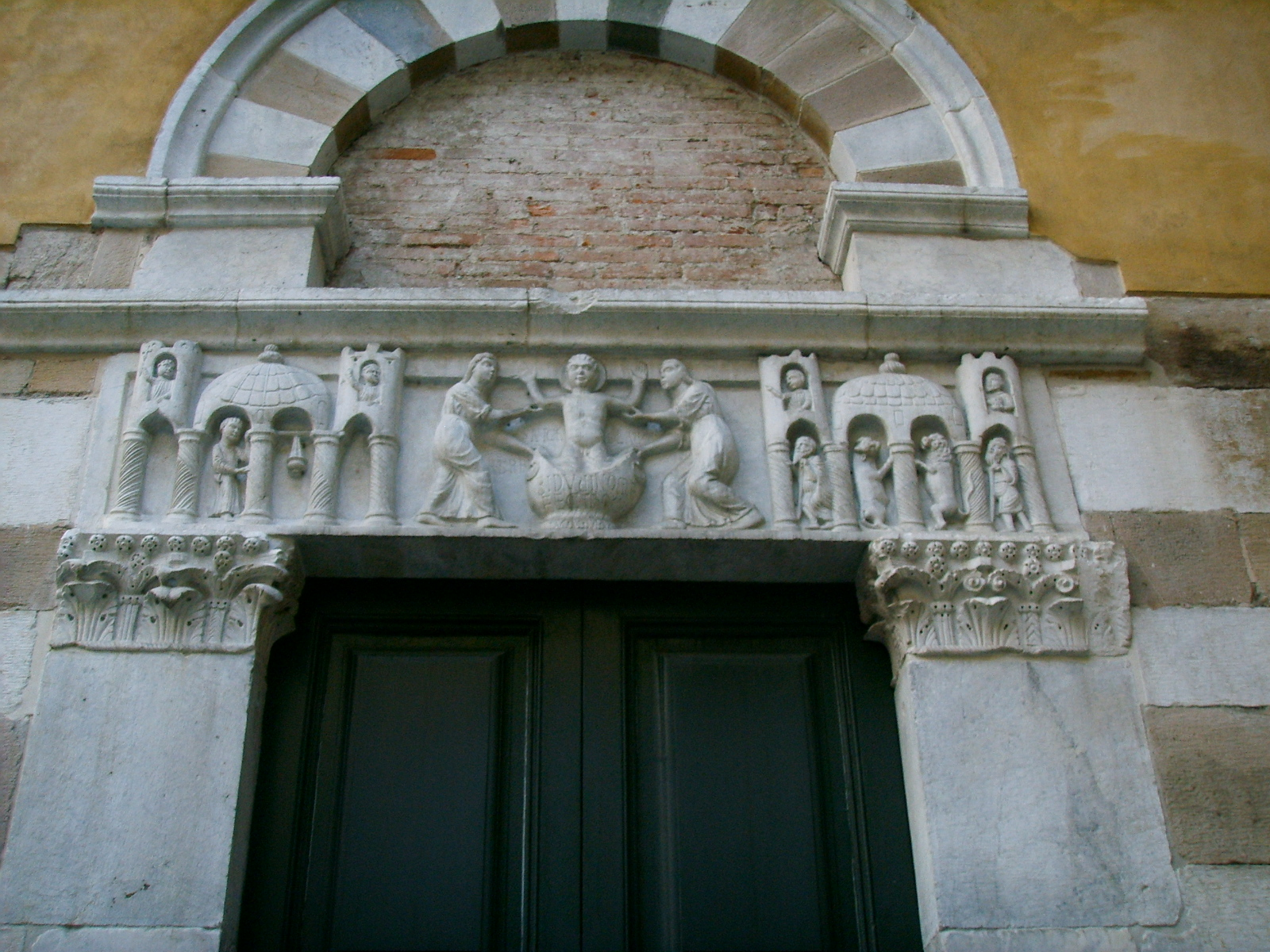
Arquitrabe de Biduino, iglesia de San Salvador en la ciudad de Lucca.

Se le atribuyen diversas obras como los arquitrabes de la fachada de la iglesia de San Salvador, en Lucca, algunas esculturas de la fachada de la Catedral de Pisa y los episodios evangélicos de la Parroquia de San Hipólilto y Casiano (alrededor de 1180), cerca de Pisa.
En 1994 se preparó una muestra sobre las obras del Maestro Biduino, con la exposición de copias en el Salón de los Suizos del Palacio Ducal de Massa a cargo del comisario prefecto Samuele De Lucia. En 1996 se realizó bajo encargo del Presidente de la República italiana una muestra iconográfica intitulada: Los portales del Maestro Biduino' en la Caja italiana Zerilli-Marimò en Manhattan.